# Deșertul Marelui Lac Sărat

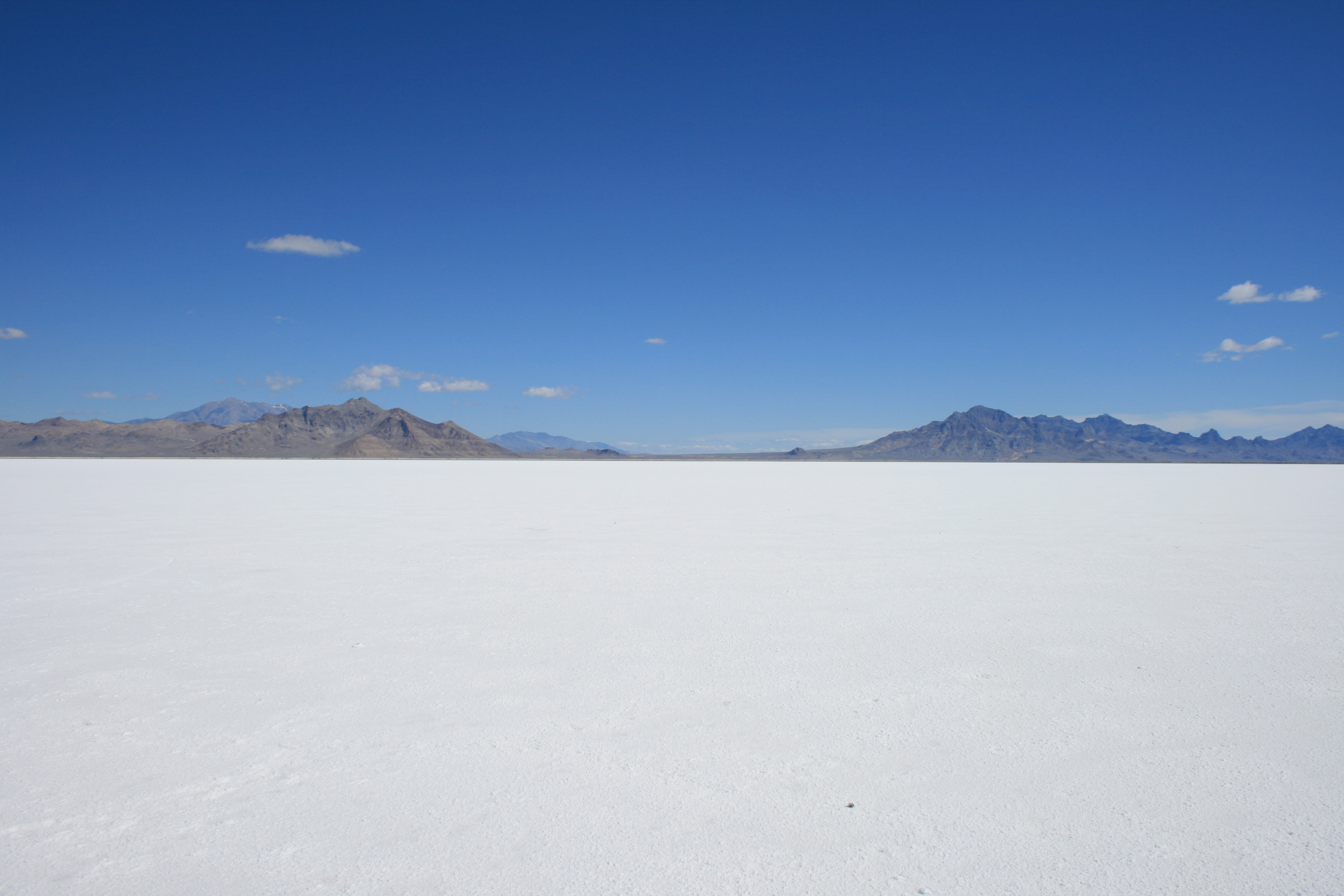
Deșertul Marelui Lac Sărat

Deșertul Marelui Lac Sărat (conform originalului din engleză Great Salt Lake Desert) este o regiune situată la vest de Marele Lac Sărat, în nordul statului Utah. Zona a luat naștere către sfârșitul ultimei perioade glaciare, în pleistocen, ca urmare a secării lacului preistoric „Lake Bonneville” care avea suprafața de aproximativ 52.000 km² și se afla la vest de masivul Rocky Mountains fiind amplasat  în mare parte  în Marele Bazin. Lacul preistoric atingea pe alocuri adâncimea de peste 300 de m. In urmă cu 14.000 de ani a început procesul de secare a lacului ca urmare a schimbării climei din regiune.  Azi din lacul  Bonneville a rămas numai Marele Lac Sărat și Marele Deșert de Sare situat la vest care are o suprafață de 10.360 km²; câmpul de sare se întinde spre nord până la granița cu statul Nevada. Deșertul are culoarea albă din cauza sării teritoriul fiind folosit numai în scopuri militare.

## Descriere
Mai multe lanțuri mici de munți traversează prin marginile deșertului, cum ar fi Munții Cedar, Munții Lakeside, Munții  Sliver Island, Munții Hogup, Munții Grass și Munții Newfoundland. Pe marginea de vest a deșertului, chiar peste granița cu Nevada, se află vârful pilot în lanțul pilot. 
Deșertul este rece în timpul iernii și include plante neobișnuite adaptate condițiilor uscate. Cea mai mare parte a deșertului primește precipitații anuale mai puțin de 8 inci (200 mm). Crusta de sare care acoperă deșertul, se reformează în fiecare an când apa se evaporă. Teritoriul militar pentru testare și instruire din Utah se află în partea de nord a deșertului. Cea mai joasă parte a județului Juab este situată chiar la sud de Dugway Proving Grounds, la aproximativ 2,4 km nord-vest de colțul nord-vest al lanțului Fish Springs.

## Istorie

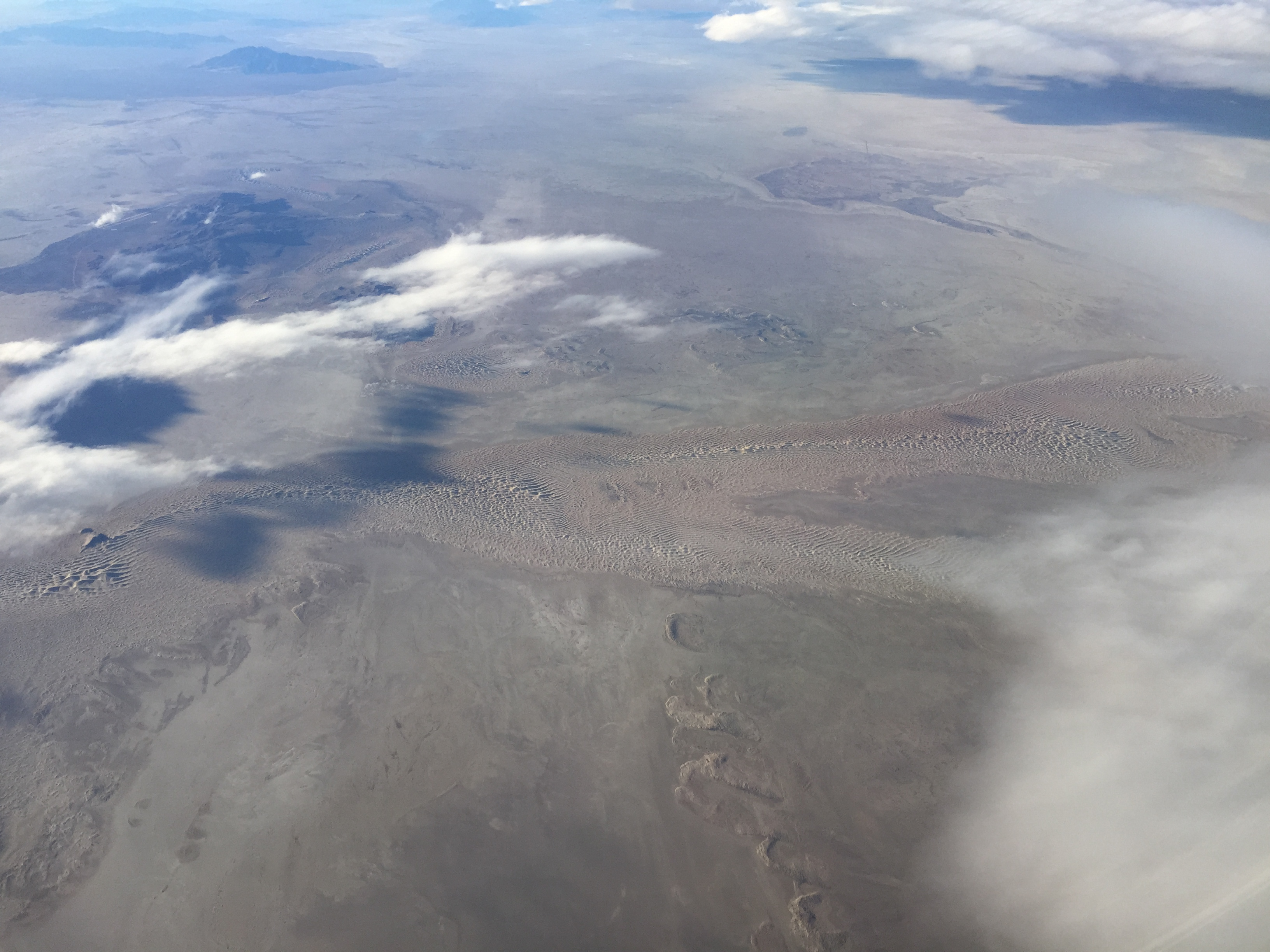
Vedere din avion deasupra deșertului

În timpul expediției lui Jedediah Smith 1826-1827, Robert Evans a murit în deșert, iar în anii 1840, emigranții din vest au folosit Hastings Cut-off (scurtătura Hastings),  210 kilometri prin Deșertul Marelui Lac Sărat pentru a reduce distanța până la California. Dificultățile din partea Partidului Donner din 1846, în ceea ce privește realizarea traversării, au contribuit la faptul că acestea s-au transformat în zăpadă în Sierra Nevada. Howard Stansbury a explorat deșertul în 1849.  În 1956, I-80 a înlocuit  Wendover Cut-off (scurtătura Wendover) de-a lungul deșertului, incluzând o secțiune dreaptă est-vest de aproximativ 80 km între Munții Cedar la est și Wendover pe granița dintre Utah și Nevada. Urmând calea ferată care trece dea lungul deșertului, realizată în Bonneville Salt Flats în 1910, locuințele au fost folosite pentru prima oară în 1914. Înregistrările mondiale pentru cele mai înalte viteze pe teren sunt înregistrate în mod regulat aici.

## Clima
Deșertul Marelui Lac Sărat are o climă de deșert, cu veri fierbinți și ierni reci. Deșertul este un exemplu excelent de climă rece a deșertului. Ridicarea în deșert, la 4250 de metri deasupra nivelului mării, face temperaturile mai reci decât deșerturile de nivel inferior, cum ar fi Deșertul Mojave. Datorită înălțimii ridicate și aridității, temperaturile scad drastic după apusul soarelui. Nopțile de vară sunt confortabil de răcoroase. Temperaturile maxime de iarnă sunt, în general, peste îngheț, iar nopțile de iarnă sunt foarte reci, temperaturile scăzând adesea cu mult sub îngheț.
| Date climatice pentru Knolls, Deșertul Marelui Lac Sărat, Utah. (Înălțimea 4,250m) | Date climatice pentru Knolls, Deșertul Marelui Lac Sărat, Utah. (Înălțimea 4,250m) | Date climatice pentru Knolls, Deșertul Marelui Lac Sărat, Utah. (Înălțimea 4,250m) | Date climatice pentru Knolls, Deșertul Marelui Lac Sărat, Utah. (Înălțimea 4,250m) | Date climatice pentru Knolls, Deșertul Marelui Lac Sărat, Utah. (Înălțimea 4,250m) | Date climatice pentru Knolls, Deșertul Marelui Lac Sărat, Utah. (Înălțimea 4,250m) | Date climatice pentru Knolls, Deșertul Marelui Lac Sărat, Utah. (Înălțimea 4,250m) | Date climatice pentru Knolls, Deșertul Marelui Lac Sărat, Utah. (Înălțimea 4,250m) | Date climatice pentru Knolls, Deșertul Marelui Lac Sărat, Utah. (Înălțimea 4,250m) | Date climatice pentru Knolls, Deșertul Marelui Lac Sărat, Utah. (Înălțimea 4,250m) | Date climatice pentru Knolls, Deșertul Marelui Lac Sărat, Utah. (Înălțimea 4,250m) | Date climatice pentru Knolls, Deșertul Marelui Lac Sărat, Utah. (Înălțimea 4,250m) | Date climatice pentru Knolls, Deșertul Marelui Lac Sărat, Utah. (Înălțimea 4,250m) | Date climatice pentru Knolls, Deșertul Marelui Lac Sărat, Utah. (Înălțimea 4,250m) |
| Luna                                                                               | Ian                                                                                | Feb                                                                                | Mar                                                                                | Apr                                                                                | Mai                                                                                | Iun                                                                                | Iul                                                                                | Aug                                                                                | Sep                                                                                | Oct                                                                                | Nov                                                                                | Dec                                                                                | Anual                                                                              |
| ---------------------------------------------------------------------------------- | ---------------------------------------------------------------------------------- | ---------------------------------------------------------------------------------- | ---------------------------------------------------------------------------------- | ---------------------------------------------------------------------------------- | ---------------------------------------------------------------------------------- | ---------------------------------------------------------------------------------- | ---------------------------------------------------------------------------------- | ---------------------------------------------------------------------------------- | ---------------------------------------------------------------------------------- | ---------------------------------------------------------------------------------- | ---------------------------------------------------------------------------------- | ---------------------------------------------------------------------------------- | ---------------------------------------------------------------------------------- |
| Maxima istorică °F (°C)                                                            | 63 (17)                                                                            | 63 (17)                                                                            | 79 (26)                                                                            | 87 (31)                                                                            | 98 (37)                                                                            | 104 (40)                                                                           | 106 (41)                                                                           | 103 (39)                                                                           | 99 (37)                                                                            | 89 (32)                                                                            | 71 (22)                                                                            | 66 (19)                                                                            | 106 (41)                                                                           |
| Maxima medie °F (°C)                                                               | 36.5 (2,5)                                                                         | 41.4 (5,2)                                                                         | 54.4 (12,4)                                                                        | 62.3 (16,8)                                                                        | 72.3 (22,4)                                                                        | 83.5 (28,6)                                                                        | 92.8 (33,8)                                                                        | 90.9 (32,7)                                                                        | 80.0 (26,7)                                                                        | 64.3 (17,9)                                                                        | 46.5 (8,1)                                                                         | 36.5 (2,5)                                                                         | 63,4 (17,4)                                                                        |
| Minima medie °F (°C)                                                               | 16.9 (−8.4)                                                                        | 19.3 (−7.1)                                                                        | 29.1 (−1.6)                                                                        | 36.6 (2,6)                                                                         | 44.9 (7,2)                                                                         | 54.7 (12,6)                                                                        | 62.1 (16,7)                                                                        | 59.5 (15,3)                                                                        | 48.0 (8,9)                                                                         | 34.4 (1,3)                                                                         | 23.3 (−4.8)                                                                        | 14.5 (−9.7)                                                                        | 37,0 (2,8)                                                                         |
| Minima istorică °F (°C)                                                            | −16 (−27)                                                                          | −17 (−27)                                                                          | −1 (−18)                                                                           | 14 (−10)                                                                           | 24 (−4)                                                                            | 35 (2)                                                                             | 43 (6)                                                                             | 39 (4)                                                                             | 25 (−4)                                                                            | 8 (−13)                                                                            | −3 (−19)                                                                           | −25 (−32)                                                                          | −25 (−32)                                                                          |
| Precipitații inches (mm)                                                           | 0.61 (15.5)                                                                        | 0.46 (11.7)                                                                        | 0.91 (23.1)                                                                        | 1.01 (25.7)                                                                        | 1.23 (31.2)                                                                        | 0.68 (17.3)                                                                        | 0.36 (9.1)                                                                         | 0.31 (7.9)                                                                         | 0.56 (14.2)                                                                        | 0.77 (19.6)                                                                        | 0.61 (15.5)                                                                        | 0.38 (9.7)                                                                         | 7,88 (200,2)                                                                       |
| Zăpadă inches (cm)                                                                 | 0.3 (0.8)                                                                          | 0.1 (0.3)                                                                          | 0 (0)                                                                              | 0 (0)                                                                              | 0 (0)                                                                              | 0 (0)                                                                              | 0 (0)                                                                              | 0 (0)                                                                              | 0 (0)                                                                              | 0 (0)                                                                              | 0 (0)                                                                              | 0.1 (0.3)                                                                          | 0,5 (1,3)                                                                          |
| Sursă: The Western Regional Climate Center                                         |                                                                                    |                                                                                    |                                                                                    |                                                                                    |                                                                                    |                                                                                    |                                                                                    |                                                                                    |                                                                                    |                                                                                    |                                                                                    |                                                                                    |                                                                                    |

1. ↑  „Seasonal Temperature and Precipitation Information”. wrcc.dri.edu. Western Regional Climate Center. Accesat în 24 d.Hr..